# Valmeinier
Valmeinier é uma comuna francesa na região administrativa de Auvérnia-Ródano-Alpes, no departamento de Saboia. Estende-se por uma área de 54,26 km². Em 2010 a comuna tinha 544 habitantes (densidade: 10 hab./km²).